# Divize C 2003/2004
V soubojích 39. ročníku České divize C 2003/04 se utkalo 16 týmů dvoukolovým systémem podzim - jaro. Tento ročník začal v srpnu 2003 a skončil v červnu 2004.

## Nové týmy v sezoně 2003/04
Z ČFL 2002/03 sestoupila mužstva AFK Sokol Semice a SK Viktoria Sibřina. Z krajských přeborů postoupila vítězná mužstva ročníku 2002/03: RMSK Cidlina Nový Bydžov z Královéhradeckého přeboru, FK Lokomotiva Pardubice z Pardubického přeboru a FK Lokomotiva Praha z Pražského přeboru. Do divize se nepřihlásilo mužstvo FC Spartak Rychnov nad Kněžnou, které nahradilo mužstvo SK Týniště nad Orlicí, které skončilo na 2. místě Královéhradeckého přeboru. Do divize A bylo přeřazeno mužstvo FK Viktoria Žižkov „B“a do divize B pak SK Union Čelákovice.

## Kluby podle přeborů
- Královéhradecký (2): SK Týniště nad Orlicí, RMSK Cidlina Nový Bydžov.
- Pardubický (4): FK AS Pardubice „B“, FK Agria Choceň, TJ Jiskra Ústí nad Orlicí, FK Lokomotiva Pardubice.
- Liberecký (2): PFC Český Dub, FK Jablonec 97 „B“.
- Středočeský (6): FC Zenit Čáslav, SK Český Brod, FC Velim, FK Dobrovice,SK Viktoria Sibřina, AFK Sokol Semice.
- Praha (2): FK Lokomotiva Praha, SC Xaverov Horní Počernice „B“.

## Výsledná tabulka
| Poř. | Tým                            | Z  | V  | R  | P  | VG | OG  | B  |
| ---- | ------------------------------ | -- | -- | -- | -- | -- | --- | -- |
| 1.   | FC Zenit Čáslav                | 30 | 22 | 5  | 3  | 62 | 22  | 71 |
| 2.   | SK Viktoria Sibřina            | 30 | 21 | 4  | 5  | 66 | 35  | 67 |
| 3.   | FC Velim                       | 30 | 15 | 7  | 8  | 67 | 44  | 52 |
| 4.   | FK Dobrovice                   | 30 | 15 | 7  | 8  | 48 | 36  | 52 |
| 5.   | FK Jablonec 97 „B“             | 30 | 13 | 8  | 9  | 57 | 31  | 47 |
| 6.   | SK Český Brod                  | 30 | 15 | 1  | 14 | 54 | 51  | 46 |
| 7.   | TJ Jiskra Ústí nad Orlicí      | 30 | 12 | 8  | 10 | 56 | 45  | 44 |
| 8.   | FK Agria Choceň                | 30 | 9  | 13 | 8  | 27 | 26  | 40 |
| 9.   | SK Týniště nad Orlicí          | 30 | 11 | 5  | 14 | 50 | 54  | 38 |
| 10.  | FK Lokomotiva Pardubice        | 30 | 11 | 5  | 14 | 46 | 51  | 38 |
| 11.  | PFC Český Dub                  | 30 | 10 | 7  | 13 | 43 | 46  | 37 |
| 12.  | FK AS Pardubice „B“            | 30 | 10 | 5  | 15 | 52 | 51  | 35 |
| 13.  | FK Lokomotiva Praha            | 30 | 9  | 8  | 13 | 41 | 45  | 35 |
| 14.  | SC Xaverov Horní Počernice „B“ | 30 | 8  | 7  | 15 | 35 | 61  | 31 |
| 15.  | RMSK Cidlina Nový Bydžov       | 30 | 7  | 9  | 14 | 39 | 51  | 30 |
| 16.  | AFK Sokol Semice               | 30 | 2  | 1  | 27 | 16 | 110 | 7  |

Poznámky:
- Z = Odehrané zápasy; V = Vítězství; R = Remízy; P = Prohry; VG = Vstřelené góly; OG = Obdržené góly; B = Body
- O pořadí klubů se stejným počtem bodů rozhodly vzájemné zápasy.

|  | Postup do ČFL 2004/05                           |
|  | Sestup do příslušného krajského přeboru 2004/05 |